# Iguatemi (distrito de São Paulo)
Iguatemi es un distrito ubicado en la zona este de la ciudad de Sao Paulo, Brasil. Administrativamente pertenece a la Subprefectura de São Mateus. Fue creado en 1992 por la alcaldía de São Paulo, a través de la Ley Municipal Nº 11220.

## Distritos limítrofes
- Parque do Carmo y José Bonifacio (norte).
- Cidade Tiradentes (noreste).
- Municipio de Mauá (sur)
- São Rafael (suroeste).
- São Mateus (oeste).